# Quattro Giorni di Dunkerque 2001
La Quattro Giorni di Dunkerque 2001, quarantasettesima edizione della corsa, si svolse dall'8 al 14 maggio su un percorso di 1039 km ripartiti in 7 tappe, con partenza e arrivo a Dunkerque. Fu vinta dal francese Didier Rous della Bonjour davanti ai suoi connazionali Laurent Jalabert e Stéphane Heulot.

## Tappe
| Tappa  | Data      | Percorso                                                  | km    | Vincitore di tappa | Leader cl. generale |
| ------ | --------- | --------------------------------------------------------- | ----- | ------------------ | ------------------- |
| 1ª     | 8 maggio  | Dunkerque > Steenvoorde                                   | 164,8 | Jaan Kirsipuu      | Jaan Kirsipuu       |
| 2ª     | 9 maggio  | Roost-Warendin > Haisnes-lez la Bassée                    | 192,2 | Jaan Kirsipuu      | Jaan Kirsipuu       |
| 3ª     | 10 maggio | Douvrin > Landrecies                                      | 189   | Ján Svorada        | Jaan Kirsipuu       |
| 4ª     | 11 maggio | Fontaine-au-Pire > Saint-Venant                           | 206   | Jaan Kirsipuu      | Jaan Kirsipuu       |
| 5ª     | 12 maggio | Outreau > Boulogne-sur-Mer                                | 170,5 | Didier Rous        | Didier Rous         |
| 6ª     | 13 maggio | Saint-Pol-sur-Mer > Saint-Pol-sur-Mer (cron. individuale) | 12,9  | Didier Rous        | Didier Rous         |
| 7ª     | 14 maggio | Saint-Pol-sur-Mer > Dunkerque                             | 103,4 | Jaan Kirsipuu      | Didier Rous         |
| Totale | Totale    | Totale                                                    | 1039  |                    |                     |

## Dettagli delle tappe

### 1ª tappa
- 8 maggio: Dunkerque > Steenvoorde – 164,8 km

| Pos. | Corridore          | Squadra | Tempo    |
| ---- | ------------------ | ------- | -------- |
| 1    | Jaan Kirsipuu      | AG2R    | 3h46'10" |
| 2    | Baden Cooke        | Mercury | s.t.     |
| 3    | Christophe Capelle | Big Mat | s.t.     |

| Pos. | Corridore          | Squadra | Tempo    |
| ---- | ------------------ | ------- | -------- |
| 1    | Jaan Kirsipuu      | AG2R    | 3h46'10" |
| 2    | Baden Cooke        | Mercury | a 4"     |
| 3    | Christophe Capelle | Big Mat | a 6"     |

### 2ª tappa
- 9 maggio: Roost-Warendin > Haisnes-lez la Bassée – 192,2 km

| Pos. | Corridore      | Squadra         | Tempo    |
| ---- | -------------- | --------------- | -------- |
| 1    | Jaan Kirsipuu  | AG2R            | 4h22'13" |
| 2    | Stuart O'Grady | Crédit Agricole | s.t.     |
| 3    | Jans Koerts    | Mercury         | s.t.     |

| Pos. | Corridore      | Squadra         | Tempo    |
| ---- | -------------- | --------------- | -------- |
| 1    | Jaan Kirsipuu  | AG2R            | 8h08'03" |
| 2    | Baden Cooke    | Mercury         | a 13"    |
| 3    | Stuart O'Grady | Crédit Agricole | a 14"    |

### 3ª tappa
- 10 maggio: Douvrin > Landrecies – 189 km

| Pos. | Corridore       | Squadra | Tempo    |
| ---- | --------------- | ------- | -------- |
| 1    | Ján Svorada     | Lampre  | 4h35'10" |
| 2    | Endrio Leoni    | Alessio | s.t.     |
| 3    | Zoran Klemenčič | Tacconi | s.t.     |

| Pos. | Corridore      | Squadra         | Tempo     |
| ---- | -------------- | --------------- | --------- |
| 1    | Jaan Kirsipuu  | AG2R            | 12h43'13" |
| 2    | Baden Cooke    | Mercury         | a 13"     |
| 3    | Stuart O'Grady | Crédit Agricole | a 14"     |

### 4ª tappa
- 11 maggio: Fontaine-au-Pire > Saint-Venant – 206 km

| Pos. | Corridore     | Squadra | Tempo    |
| ---- | ------------- | ------- | -------- |
| 1    | Jaan Kirsipuu | AG2R    | 4h55'14" |
| 2    | Daniele Galli | Alexia  | s.t.     |
| 3    | Jans Koerts   | Mercury | s.t.     |

| Pos. | Corridore      | Squadra         | Tempo     |
| ---- | -------------- | --------------- | --------- |
| 1    | Jaan Kirsipuu  | AG2R            | 17h38'17" |
| 2    | Baden Cooke    | Mercury         | a 23"     |
| 3    | Stuart O'Grady | Crédit Agricole | a 24"     |

### 5ª tappa
- 12 maggio: Outreau > Boulogne-sur-Mer – 170,5 km

| Pos. | Corridore         | Squadra      | Tempo    |
| ---- | ----------------- | ------------ | -------- |
| 1    | Didier Rous       | Bonjour      | 4h10'35" |
| 2    | Jeroen Blijlevens | Lotto-Adecco | s.t.     |
| 3    | Stéphane Heulot   | Big Mat      | s.t.     |

| Pos. | Corridore        | Squadra | Tempo     |
| ---- | ---------------- | ------- | --------- |
| 1    | Didier Rous      | Bonjour | 21h49'12" |
| 2    | Laurent Jalabert | CSC     | a 9"      |
| 3    | Nicolas Jalabert | CSC     | a 21"     |

### 6ª tappa
- 13 maggio: Saint-Pol-sur-Mer > Saint-Pol-sur-Mer (cron. individuale) – 12,9 km

| Pos. | Corridore         | Squadra | Tempo  |
| ---- | ----------------- | ------- | ------ |
| 1    | Didier Rous       | Bonjour | 15'07" |
| 2    | David Millar      | Cofidis | a 9"   |
| 3    | Christophe Moreau | Festina | a 26"  |

| Pos. | Corridore        | Squadra | Tempo     |
| ---- | ---------------- | ------- | --------- |
| 1    | Didier Rous      | Bonjour | 22h04'19" |
| 2    | Laurent Jalabert | CSC     | a 40"     |
| 3    | Stéphane Heulot  | Big Mat | a 1'13"   |

### 7ª tappa
- 14 maggio: Saint-Pol-sur-Mer > Dunkerque – 103,4 km

| Pos. | Corridore       | Squadra | Tempo    |
| ---- | --------------- | ------- | -------- |
| 1    | Jaan Kirsipuu   | AG2R    | 2h17'54" |
| 2    | Damien Nazon    | Bonjour | s.t.     |
| 3    | Zoran Klemenčič | Tacconi | s.t.     |

| Pos. | Corridore        | Squadra | Tempo     |
| ---- | ---------------- | ------- | --------- |
| 1    | Didier Rous      | Bonjour | 24h22'13" |
| 2    | Laurent Jalabert | CSC     | a 40"     |
| 3    | Stéphane Heulot  | Big Mat | a 1'13"   |

## Classifiche finali

### Classifica generale
| Pos. | Corridore              | Squadra   | Tempo     |
| ---- | ---------------------- | --------- | --------- |
| 1    | Didier Rous            | Bonjour   | 24h22'13" |
| 2    | Laurent Jalabert       | CSC       | a 40"     |
| 3    | Stéphane Heulot        | Big Mat   | a 1'13"   |
| 4    | Cédric Vasseur         | US Postal | s.t.      |
| 5    | Nicolas Jalabert       | CSC       | a 1'16"   |
| 6    | Jaan Kirsipuu          | AG2R      | a 1'27"   |
| 7    | David Millar           | Cofidis   | a 1'29"   |
| 8    | Jeroen Blijlevens      | Lotto     | a 1'42"   |
| 9    | Jaime Javier Hernández | Festina   | a 1'43"   |
| 10   | Christophe Moreau      | Festina   | a 1'45"   |